# Escolinha do Gugu
A Escolinha do Gugu foi um quadro humorístico do Programa do Gugu, baseado nos formatos conhecidos da Escolinha do Professor Raimundo, e Escolinha do Barulho. O programa estreou no dia 15 de maio de 2011, sob direção de Homero Salles, e foi apresentada pela última vez em 13 de janeiro de 2013. Em sua reestreia na Record, o quadro deu a vice-liderança isolada à emissora.

## Caractetísticas
O estreante humorista Pedro Manso recebia, à época, um salário quatro vezes superior ao que receberam os veteranos Orival Pessini, Iran Lima e Eliezer Motta, até então os que mais ganhavam no programa.

## Elenco
| Ator / Atriz              | Personagem                      |
| ------------------------- | ------------------------------- |
| Gugu Liberato             | Professor Gugu                  |
| Aldo Freitas              | Cinturinha                      |
| Amadeu Maya               | Biba                            |
| Andrea Di Maio            | Carlos Neurastress              |
| Andréa de Nóbrega         | Dona Dea                        |
| Cláudia Colucci           | Linda Rosa                      |
| César Macedo              | Eugênio                         |
| Cida Mendes               | Concessa                        |
| Cinthia Santos            | Índia Potira                    |
| Dani Iafelix              | Dani Perfeição                  |
| Edílson Oliveira da Silva | Chiquinho                       |
| Eliezer Motta             | Batista                         |
| Geisy Arruda              | Geisy                           |
| Geraldo Magela            | Magela                          |
| Glauber Cunha             | Zé Calango                      |
| Iran Lima                 | Cândido Manso                   |
| João Elias                | Salim Muxiba, Bebado e Zé Bento |
| Karina Pacheli            | Karina                          |
| Fausto Kendi              | Osako                           |
| Lucas Krug                | Frederico Alberto               |
| Marcos Plonka             | Samuel Blaunstein               |
| Mari Alexandre            | Marilyn Brasil                  |
| Micley Queiroz            | Motoboy Boca                    |
| Orival Pessini            | Patropi e Fofão                 |
| Paulo Cintura             | Paulo Cintura                   |
| Pedro Manso               | vários personagens              |
| Ricky Régis               | Sá Silva                        |
| Rossini Macedo            | Tonho dos Couros                |
| Scheila Carvalho          | Aidá e Lelé                     |
| Sylvia Design             | Sylvia Design                   |
| Vanessa Zotth             | Fifi de Assis                   |

### Participações especiais
| Ator / Atriz     | Personagem |
| ---------------- | ---------- |
| Batoré           | Batoré     |
| Léo Áquilla      | Léo        |
| Nicole Bahls     | Nicole     |
| Sérgio Mallandro | Serginho   |
| Viviane Araújo   | Viviane    |